# Йоган Андерссон
Йоган Андерссон (швед. Johan Andersson, нар. 22 серпня 1983, Ландскруна) — шведський футболіст, що грав на позиції півзахисника. По завершенні ігрової кар'єри — тренер. З 2023 року очолює тренерський штаб команди «Ейдсволд ТФ».
Виступав, зокрема, за клуби «Ландскруна БоІС» та «Ліллестрем», а також молодіжну збірну Швеції.
Чемпіон Норвегії.

## Клубна кар'єра
У дорослому футболі дебютував 2001 року виступами за команду «Ландскруна БоІС», у якій провів шість сезонів, взявши участь у 121 матчі чемпіонату.  Більшість часу, проведеного у складі «Ландскруни БоІС», був основним гравцем команди.
Згодом з 2007 по 2011 рік грав у складі команд «Мальме» та «Стабек». Протягом цих років виборов титул чемпіона Норвегії.
Своєю грою за останню команду привернув увагу представників тренерського штабу клубу «Ліллестрем», до складу якого приєднався 2012 року. Відіграв за команду з Ліллестрема наступні три сезони своєї ігрової кар'єри. Граючи у складі «Ліллестрема» також здебільшого виходив на поле в основному складі команди.
Протягом 2016 року знову захищав кольори клубу «Стабек».
Завершив ігрову кар'єру у команді «Фрігг Осло», за яку виступав протягом 2021 року.

## Виступи за збірну
Протягом 2003–2004 років залучався до складу молодіжної збірної Швеції. На молодіжному рівні зіграв у 18 офіційних матчах, забив 5 голів.

## Кар'єра тренера
Розпочав тренерську кар'єру невдовзі по завершенні кар'єри гравця, 2023 року, очоливши тренерський штаб клубу «Ейдсволд ТФ».

## Титули і досягнення
- Чемпіон Норвегії (1):

«Стабек»: 2008